# Capitalismo arco-íris

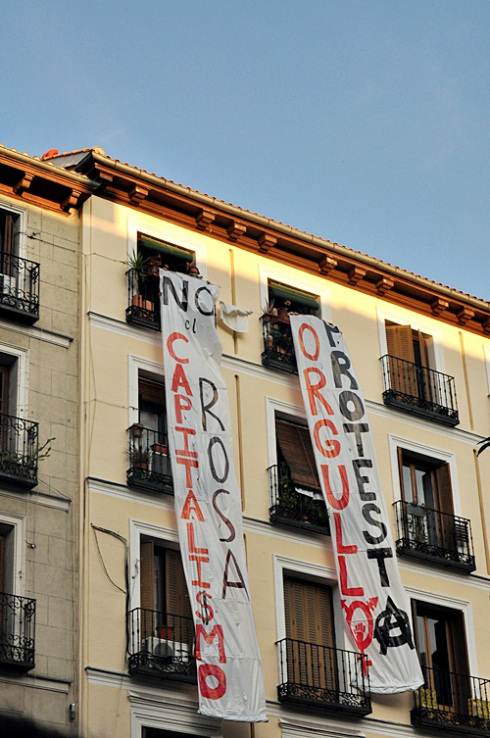
Faixas contra a mercantilização do movimento LGBT em Madrid: Não ao capitalismo rosa e Orgulho é protesto.

Capitalismo rosa, capitalismo arco-íris ou capitalismo gay são termos utilizados para designar, desde uma perspectiva crítica, a incorporação dos discursos do movimento LGBT e a diversidade sexual ao capitalismo e a economia de mercado, incluindo especialmente o modelo de homem gay cisgênero ocidental branco de classe média alta.
Consiste na suposta obtenção de maiores benefícios ao incorporar ao consumo setores da população tradicionalmente discriminados, mas que têm adquirido um poder aquisitivo suficiente — o denominado dinheiro rosa (pink money em inglês)  — para gerar um mercado específico focado na população LGBT, como bares e discotecas, turismo ou consumo cultural tipificado.
Enquanto a configuração de espaços para o consumo LGBT pode ser visto como uma oportunidade para a homossocialização, o fato de definir padrões de consumo provoca uma assimilação da diversidade sexual para padrões sexuais aceitos socialmente, como a monogamia, o interesse pela moda dominante ou a definição de estéticas corporais fixadas por cânones publicitários.

## Contexto histórico
Segundo alguns autores, em termos globais, a evolução do capitalismo arco-íris tem sido, de alguma forma, paralelo ao desenvolvimento do próprio capitalismo moderno no Ocidente. Ainda que sempre existiram sexualidades diversas, é possível distinguir três períodos no desenvolvimento do mercado e negócios dirigidos à comunidade LGBTI, contribuindo, por sua vez, para a construção das diversas identidades sexuais:

### Fase clandestina

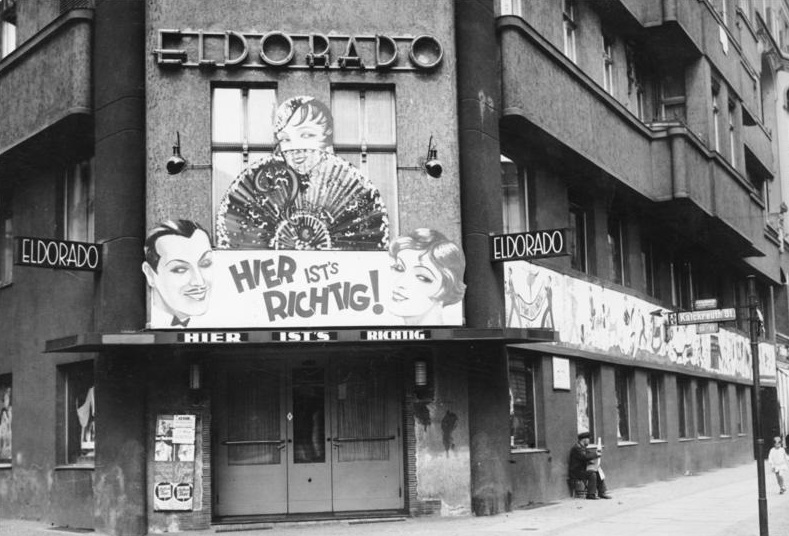
Clube LGBT Eldorado em Berlim nos anos 1920.

Desde as últimas décadas do século XIX, já existiam em algumas cidades de Europa e Estados Unidos bares, cabarés ou prostíbulos clandestinos dirigidos ao público homossexual. As pessoas LGBTI eram frequentemente perseguidas, ainda que estivesse ocorrendo uma primeira onda de luta pelos direitos LGBT que chegou inclusive a gerar a publicação de algumas revistas de temática homossexual. No entanto, este primeiro movimento LGBTI foi desintegrado pelas Primeira e Segunda Guerra Mundial, e o aparecimento do fascismo na Europa.

### Fase de criação de comunidades
Depois da Segunda Guerra Mundial inicia-se, de forma geral, uma época de transição nas sociedades ocidentais, tremendamente influenciadas pela homofobia das diversas formas de fascismo que se desenvolveram no período. Ainda que os lugares e o consumo LGBTI continuassem sendo marginais, durante esta época criam-se diversas associações dentro do movimento homófilo, que procuram a valoração positiva da homossexualidade por parte da sociedade através de encontros, publicações ou festas beneficentes, de forma contrária aos (supostos) comportamentos marginais e perversos da maioria dos homossexuais como a promiscuidade, o cruising, a prostituição, as saunas gay, ou as revistas eróticas.

### Fase de integração na cultura de massas
Os distúrbios de Stonewall de 1969 marcam o começo do movimento de libertação LGBT, caracterizado pela visibilidade pública e pelos objetivos de despenalização da homossexualidade e da integração social e política, ainda que com uma resposta marcada pela pandemia de HIV/AIDS nas décadas de 1980 e 1990, e uma sociedade homofóbica e puritana, que desembocou no desenvolvimento de uma cultura queer, por parte dos grupos discriminados.
A partir dos anos 90, mediante o progressivo avanço de direitos e aceitação social, a discriminação que sofriam as pessoas abertamente LGBTI foi sendo reduzida, ampliando a possibilidade de acesso a postos de trabalho tradicionalmente heteronormativos, o que trouxe um aumento do poder aquisitivo do coletivo LGBTI, fundamentalmente o dos homens gays; muito relacionado com a tendência dos dinkies, casais com dois salários e sem filhos. Estes processos são palpáveis na dinâmica que sofreram os bairros gays, que tendo começado por serem marginais e degradados, atraíram a população LGBTI por seus baixos preços e a segurança de conviver com outras minorias sexuais. Estes bairros, depois de serem reabilitados, em grande parte graças à comunidade LGBTI, e se tornarem 'da moda', vêm sofrendo, paulatinamente, processos de gentrificação,  alterando os preços de moradia e consumo, e expulsam a população LGBTI (e outras minorias) que não podem assumir os novos custos.
Paralelamente a estes processos, foi-se desenvolvendo um mercado cada vez mais especializado em torno do coletivo LGBTI, que atende especificamente suas necessidades, mediante a oferta de serviços e produtos exclusivos. Finalmente, a tendência social gerou, também, diferentes empresas e marcas que acabaram por incorporar a defesa dos direitos LGBTI a suas políticas empresariais e códigos de conduta, chegando a financiar eventos LGBTI e marcar sua presença perante a comunidade.

## Mecanismos
Se bem que é provável que sem a legitimidade dada pelo modelo capitalista de consumo não teria sido possível alcançar alguns direitos civis e políticos em certas partes do mundo ocidental, a consecução destes tem sido à custa da integração do coletivo LGBTI em um marco de vida e consumo heteronormativo. Neste sentido, o capitalismo arco-íris não é muito diferente do capitalismo patriarcal pós-fordista, desde o qual se impulsionou a integração das mulheres ao mundo do trabalho produtivo, enquanto se tem evitado estimular a incorporação dos homens ao trabalho reprodutivo.

### Da liberação sexual ao ideal de homem gay
Desde uma perspectiva histórica, existe um paralelismo no processo de liberação sexual e a passagem de um sistema econômico que precisava de trabalhadores, a um que precisa de consumidores: as práticas sexuais não reprodutivas como a masturbação, a sodomia ou a homossexualidade, estavam proibidas ou estigmatizadas por não gerar descendência  — que era necessária para manter o sistema econômico  — mas paulatinamente o processo de mecanização do trabalho tem possibilitado a passagem a um sistema que já não precisa de tantos trabalhadores,  mas que mantenha a oferta de consumidores que assegurem a demanda, flexibilizando a pressão sobre a sexualidade e possibilitando a tolerância para outras formas de erotismo.
No entanto, a incorporação da diversidade sexual ao modelo capitalista não se faz pelo fato deste possuir um caráter social, e sim pela possibilidade de clientes que aumentem a mais-valia. Mas como o acesso à mais-valia é desigual, o sistema em si produz exclusão, tornando-o incompatível com a igualdade, a liberdade e o feminismo. É comum advertir como o discurso dominante elogia as mulheres, ou as LGBTI, que conseguem postos ou cargos de poder, ligado com a ideologia da meritocracia, o individualismo e a competitividade, enquanto justifica que outros não tenham conseguido estes cargos de poder por não terem se esforçado o suficiente, culpando-os de alguma forma; quando, na verdade, a razão de que outras pessoas não tenham acesso a cargos de poder provêm do fato mesmo de existirem cargos de poder que são exclusivos e excludentes.
Por outro lado, a sociedade capitalista não tem aceitado a todas as pessoas sexo-diversas por igual. Tanto maior tolerância social existe, quanto maior acesso a recursos tenham essas pessoas, estando a orientação sexual e a identidade sexual coligadas às questões de gênero, etnia e classe social. Portanto, em geral são os homens gays, cisgênero, ocidentais, brancos, urbanos e de classe média ou alta aqueles que são aceitos dentro do marco social de consumo. Ademais, este marco promove uma identidade homogênea e heteronormativa do ideal de homem gay, que tem uma determinada beleza, um corpo musculado e hipersexualizado, um comportamento masculino, sucesso profissional e um poder aquisitivo concreto, estabelecendo quais corpos são desejáveis e quais não; o que implica o deslocamento e marginalização, inclusive desde o próprio coletivo gay, de homens afeminados ou que não se enquadram dentro deste modelo estético.

### Direitos simbólicos e materiais

Direitos simbólicos de casais não heterossexuais na Europa:
Casamento igualitário
União civil
Coabitação homossexual reconhecida
Não reconhecido
Casamento igualitário proibido

Enquanto dentro deste marco capitalista, e dependendo do país, conseguiram-se alguns direitos simbólicos como o acesso ao casamento entre pessoas do mesmo sexo ou o reconhecimento da identidade de gênero, estes direitos estão subordinados aos recursos, à renda da pessoa e a sua posição social. Os direitos simbólicos devem, portanto, estar suportados primeiro por direitos materiais que garantam uma vida digna, unindo a cultura e o social à economia e o material.
Neste sentido, a tendência tem sido que o movimento LGBTI tenha definido a agenda política adaptada aos esquemas heteropatriarcais e heteronormativos, definidos desde a ótica capitalista tradicional, incorporando a visão social de família, propriedade, corpo, organização econômica, ou vivência sexual, desde os esquemas heterossexuais. Não se tem problematizado a matriz onde se inserem os direitos LGBTI. Lutou-se por conseguir o casamento igualitário, sem questionar o conceito de casamento, sua história, se é necessário na sociedade, ou se outros tipos de vínculos são possíveis, convertendo-se a luta pelo casamento igualitário, sustentada pelo ideal de amor romântico, na meta prioritária do movimento LGBTI, que faz parecer que não há outros temas na pauta, impedindo, desta forma, a emancipação sexual através de uma condenação moralista da sexualidade livre.

### Política e movimento LGBT
Contrariamente às ideias de igualdade, historicamente a esquerda política tem tratado ao movimento LGBTI (como aconteceu com o feminismo) como extravagância, ou como exclusividades culturais que fragmentavam sua agenda política, sem atender às necessidades específicas das pessoas não-heterossexuais e reduzindo seus problemas aos do restante da classe operária. No entanto, a feminização da pobreza recrudesce nas mulheres lésbicas e pessoas transgênero, ou os homens gays de expressão de gênero mais feminina ficam relegados a trabalhos não qualificados, por não participar de certa masculinidade patriarcal. No entanto, os primeiros movimentos políticos defensores da liberdade sexual estavam dentro da esquerda radical, tal como o anarquismo, e só tardiamente as reivindicações do coletivo LGBTI se integraram na luta política da esquerda mais moderada, quando a hegemonia cultural capitalista começou a incorporar o coletivo LGBTI.
Na atualidade observa-se que o movimento LGBTI está se despolitizando, ao mesmo tempo está sendo utilizado, cada vez mais, com objetivos políticos e econômicos. Uma vez conseguidos certos direitos simbólicos, as reivindicações do coletivo LGBTI se apagam, mas desde o âmbito político e econômico são utilizadas com outros fins, como o lucro — advindo do turismo e consumo — que supõe a celebração da Marcha do Orgulho LGBTI, que fica relegada a um espetáculo; a exigência de proteção dos direitos LGBTI para oferta de ajuda a países em desenvolvimento; ou uso da igualdade LGBTI para respaldar posições racistas e xenófobas dos partidos de extrema-direita. Desta forma, o coletivo LGBTI, tradicionalmente crítico ao Estado, respalda o homonacionalismo, isto é, se sente identificado com os países que defendem posições favoráveis à igualdade LGBTI, demonizando outras culturas — especialmente a islâmica — além de ser favorável a apoiar políticas neocolonialistas,   esquecendo a homofobia, a transfobia e o machismo que seguem existindo dentro do mundo ocidental.

## Movimentos de protesto atuais

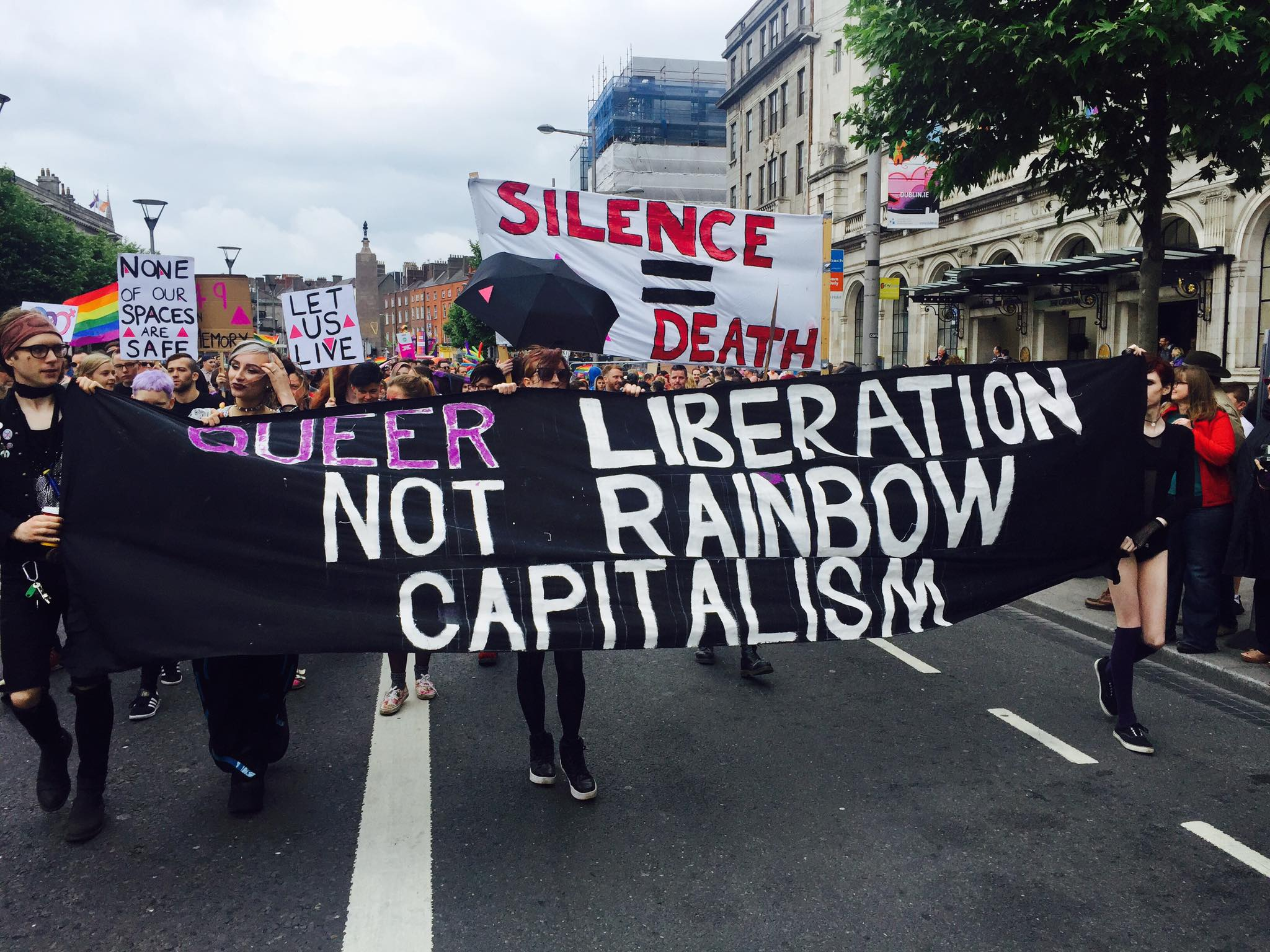
Bloco queer protestando contra o capitalismo arco-íris durante o Orgulho de Dublin 2016.

Em muitas partes do mundo já existem, há décadas, grupos políticos que denunciam o capitalismo arco-íris e a mercantilização dos direitos LGBTI, muitas vezes tornando-se visíveis como blocos de protesto (blocos queer ou rosas) dentro dos eventos do Orgulho LGBTI, além de realizar outras ações.
Em Espanha desde o surgimento do 15M, diversos colectivos têm levado a cabo manifestações e reivindicações reclamando uma sexualidade para todas as pessoas que não estejam subordinadas a interesses políticos e econômicos.

### Orgulho Crítico

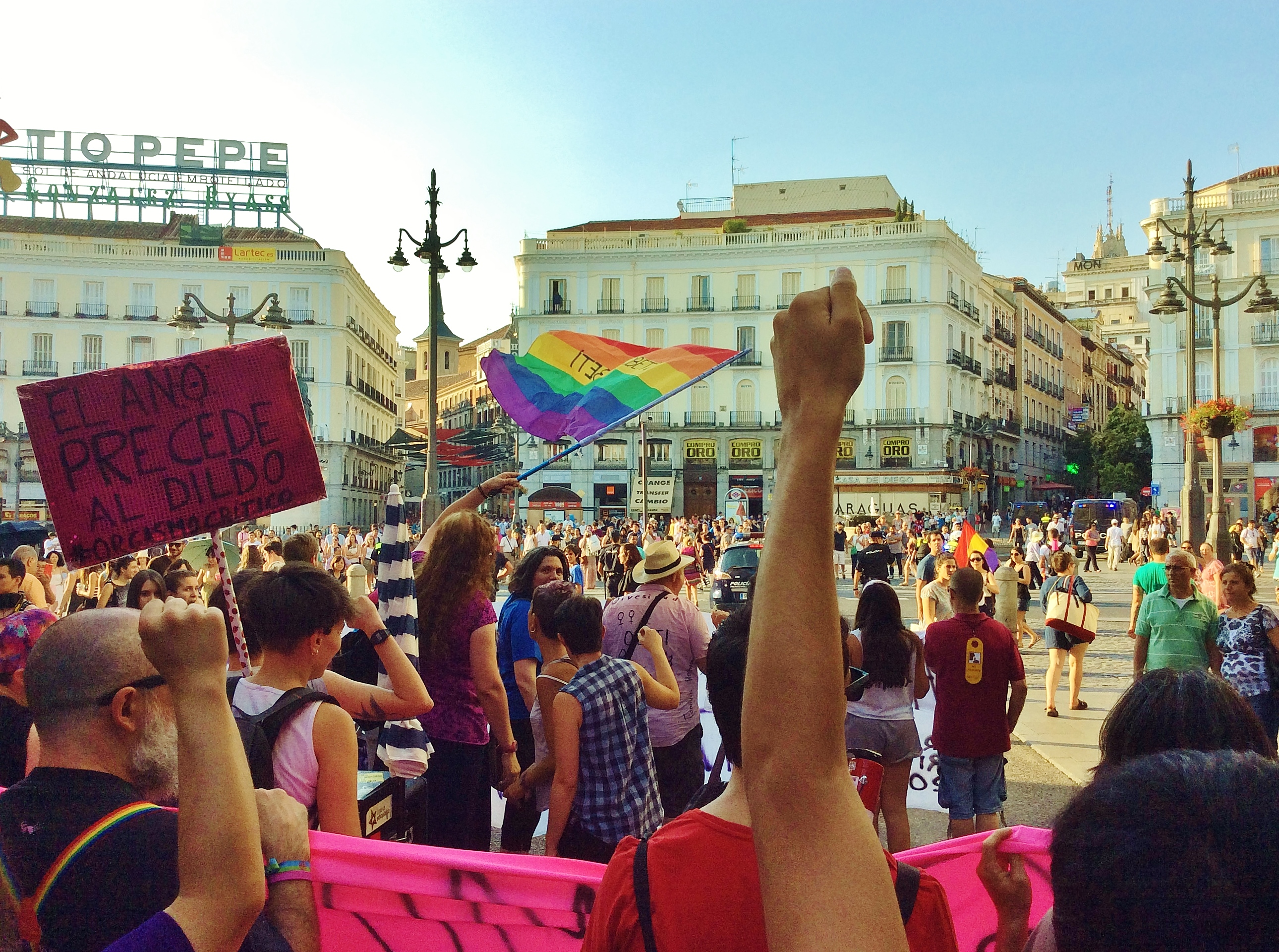
Orgulho Crítico 2015 atingindo a Puerta del Sol (Madri).

Depois da aprovação do casamento entre pessoas do mesmo sexo em Espanha, a Marcha do Orgulho LGBT foi deixando de ser uma manifestação reivindicativ, para passar, pouco a pouco, a ser um negócio turístico que inclusive, com total autonomia empresarial e apoiado pelas instituições, tenha mudado a data de reivindicação do 28 de junho — rememorando os distúrbios de Stonewall — à primeira semana de julho, por meros interesses de coincidência com as férias escolares.
Desde 2006 vinham celebrando-se anualmente, em alguns bairros periféricos de Madri, como Vallecas, manifestações na contramão da mercantilização do movimento LGBTI, denominando-se Orgulho Alternativo ou Orgulho Crítico, retomando o dia 28 de junho como eixo central de ação. Em 2011, depois do sucesso dos protestos do movimento 15-M, e a partir de vários coletivos, surge a questão da adaptação das demandas propostas à realidade LGBTI. Desta forma organiza-se o primeiro Orgulho Indignado, com diversas atividades para reclamar uma sexualidade diferente, à margem do rendimento econômico, que leve em conta as interseccionalidades de gênero, etnia, idade e classe social, além da reivindicação de outras corporeidades não normativas.
Mais tarde, este evento volta a denominar-se Orgulho Crítico, recolhendo as demandas anteriores além de reivindicações na contramão do capitalismo arco-íris e à margem do Orgulho oficial. Diferentes movimentos em outras cidades, como Barcelona ou Sevilla, também organizam outros eventos neste mesmo sentido.

### Outubro Trans
Também em 2011, o impulso do 15M nas manifestações de outubro pelo Dia Internacional de Ação pela Despatologização Trans, que vinham se desenvolvendo em Madri e Barcelona em anos anteriores, desencadeou uma série de eventos que reivindicassem o espaço social para pessoas não-binárias. Desta forma, a cada outubro, organizam-se diversas atividades englobadas dentro do Outubro Trans com um questionamento para o heteropatriarcado e o capitalismo arco-íris.